# 米吉托·维尼托
米吉托·维尼托（1982年11月22日—），印度外交官，現任印度駐伊斯坦布爾總領事。

## 經歷
米吉托·维尼托生于1982年11月22日，出身印度東北部那加兰邦首府科希马，屬於苏米那加（Sumi Naga）部落。
他於2010年加入印度外事服务部，选择韩语作为学习外语。2012年至2017年間，他在韓國工作，擔任負責印度與韓國之間雙邊貿易和經濟關係的商務官員。2020年起，他在紐約的印度常駐聯合國代表團工作。在印度作為2020年-2022年聯合國安理會非常任理事國期間，他作为印度團隊的成員，負責所有與中部非洲和非洲之角相關的問題，包括制裁和安理會的工作方法。他還擔任過使团办公室主任。在安理會任職結束後，他負責聯合國大會第二委員會的事務，直到2023年8月。在印度外交部新德里总部任職期間，他曾於2012年短暫在西亞北非司任職，並於2017年至2020年間在行政司擔任处长，负责外交人事及編制。
現任印度駐伊斯坦布爾總領事。

### 联合国大会
2020年9月25日，当联合国大会第75届会议上播放巴基斯坦总理伊姆蘭·汗预先录制的涉及克什米尔问题的讲话时，米吉托·维尼托离开了会场，他随后抨击巴基斯坦支持恐怖主义。2022年9月23日，巴基斯坦总理夏巴茲·謝里夫在联合国大会就克什米尔问题、伊斯蘭恐懼症等方面指责印度，维尼托代表印度行使答辩权，对巴基斯坦方面提出的指控进行了抨击。

## 個人生活
能說流利的印地語和韓語。已婚，育有兩子。